# Шоуто на Патрик Звездата
„Шоуто на Патрик Звездата“ (на английски: The Patrick Star Show) е американски анимационен комедиен сериал, разработен от Люк Брукшайър, Марк Цецарели, Андрю Гудмън, Каз, г-н Лорънс и Винсент Уолър, който се излъчва по „Никелодеон“ на 9 юли 2021 г. Той е спиноф на сериала „Спондж Боб Квадратни гащи“, който фокусира Патрик Звездата и неговото семейство, които водят ток шоу. През март 2022 г., сериалът е подновен за втори сезон.

## Синопсис
Патрик Звездата води собствено ток шоу в своя семеен дом с подкрепа на семейството си.

## Герои
- Бил Фейгърбаки[1] – Патрик Звездата, водещ на „Шоуто на Патрик Звездата“
- Том Уилсън[1] – Сесил Звездата, бащата на Патрик
- Крий Съмър[1] – Бъни Звездата, майката на Патрик / Баба Пипала, съседка на семейство Стар.
- Джил Тали[1] – Скуидина, сепия и осиновената сестра на Патрик
- Дейна Снайдър[1] – ГрандПат Стар, дядото на Патрик и бащата на Сесил
- Том Кени[2] – Аучи / Спондж Боб
- Дий Брадли Бейкър[3] – Тинкъл
- Роджър Бъмпас – Сепия Пипала
- Каролайн Лорънс – Санди Чийкс
- Кланси Браун – господин Рак
- Лори Алън – Перла Рак, дъщеря на господин Рак[4]
- г-н Лорънс – Планктон[5]

## Продукция
На 10 август 2020 г. е обявено, че „Спондж Боб Квадратни гащи“ ще получи втория си спиноф сериал след „Лагер Корал: Младежките години на Спондж Боб“, и че фокусът на сериала ще е на Патрик Звездата. През март 2021 г. става ясно, че „Никелодеон“ поръчва 13 епизода, докато сериалът е планиран да излезе през 2021 г. На 31 май 2021 г. се оповестява, че премиерата на сериала ще е през юли 2021 г., пуснат е първият трейлър. На 17 юли 2021 г. е обявено, че сериалът ще се излъчи премиерно на 9 юли 2021 г.
На 11 август 2021 г. е обявено, че Никелодеон поръчва 13 допълнителни епизода на сериала, който носи 26 продуцирани епизода. На 21 март 2022 г. Никелодеон подновява сериала за втори сезон.

## В България
В България сериалът се излъчва по локалната версия на „Никелодеон“ на 13 юни 2022 г., а след това се излъчва и по „НикТуунс“.

### Нахсинхронен дублаж
| Роля              | Изпълнител         |
| ----------------- | ------------------ |
| Патрик            | Марио Иванов       |
| Сесил             | Сотир Мелев        |
| Бъни              | Варвара Панкова    |
| Сепияна           | Далия Георгиева    |
| Дядо Пат          | Георги Стоянов     |
| Спондж Боб        | Цанко Тасев        |
| Сепия             | Здравко Димитров   |
| Санди             | Татяна Етимова     |
| Майката на Бланди | Татяна Етимова     |
| Господин Рак      | Росен Пенчев       |
| Планктон          | Петър Калчев       |
| Капитан Куасар    | Петър Калчев       |
| Перла             | Надежда Панайотова |
| Лейди Ъптърн      | Надежда Панайотова |
| Ди Джей           | Явор Караиванов    |
| Крал Нептун       | Симеон Дамянов     |
| Дженкинс          | Петър Върбанов     |

| Обработка            | студио „Про Филмс“          |
| -------------------- | --------------------------- |
| Режисьори на дублажа | Марио Иванов Симеон Дамянов |
| Преводач             | Димана Воденичарска         |